# 岡孝博
岡 孝博（おか たかひろ、1970年3月28日 - ）は、日本の彫刻家である。

## 来歴
広島県尾道市御調町に生まれる。
1996年、日本大学藝術学部 美術学科彫刻コース卒業。1998年、日本大学大学院芸術学研究科造形芸術専攻博士前期課程修了。2011年、東京藝術大学大学院美術研究科先端芸術表現専攻素材と創造性研究生修了。

## 出展歴
- 『個展』Ａ＆Ｄgallery 日本大学藝術学部/東京・江古田、1997年
- 『個展』なびす画廊/東京・銀座、2002年、2004年、2006年、2007年、2010年、2013年、2014年

- 『個展』exhibit Live & Moris Lieu-Place/東京・銀座、2005年
- 『個展 ながれただようかたちたち』Gallery Bonbra /東京・吉祥寺、2017年
- 『個展』スペース461/広島・福山、2019年
- 『個展』備後芸術の館  来夢来人/広島・府中、2021年
- 『個展』Sankaku Gallery/広島・福山、2022年
- 『個展 岡孝博 RAIL WORK 2015―2023』美術館あーとあい・きさ/広島・三次、2023年
- 『岡 孝博 RAIL WORK-APORIA-』一般財団法人淳風会 淳風会健康管理センター 4F スペース・ヴェーネレ/岡山、2025年

- 『新制作展』東京都美術館、国立新美術館、京都市美術館、兵庫県立美術館、京都市京セラ美術館、愛知県美術館、1996年 - 現在
- 『かたちがかわるかたち』川越市立美術館タッチアートコーナー・エントランス/埼玉、2006年

- 『Re-Act』広島市現代美術館/広島、2007年

- 『彫刻の五・七・五 HAIKU sculpture』沖縄県立芸術大学付属図書館・芸術資料館/沖縄、2007年

- 『宮崎国際現代彫刻・空港展』宮崎空港 オアシス広場/宮崎2008年、2009年、2010年、2011年、2012年、2013年

- 『取手ART PATH 2009』東京藝術大学大学美術館/茨城、2009年
- 『取手ART PATH 2010』東京藝術大学付属 図書館/茨城、2010年
- 『清瀬ゆかりの芸術家 収蔵美術品展』清瀬市郷土博物館ギャラリー/東京、2012年
- 『公益財団法人 北野生涯教育振興会 彫刻奨学生の現在展』山梨県立美術館/山梨、2015年
- 『Ｇg展』ふくやま美術館ギャラリー/広島、2018年
- 『Ｇg２展』天満屋福山店６階 美術画廊/広島、2018年
- 『新春展』菅茶山記念館/広島、2019年
- 『ひなまつり』福山市ぬまくま文化館 枝広邸/広島、2019年
- 『PEACE & ART & MUSIC &…』旧日本銀行広島支店/広島、2019年
- 『ACTIVE IN MIRASAKA』三良坂平和美術館/広島、2020年 - 2021年
- 『特別展 鞆鍛冶～船釘・錨の日本一～』福山市鞆の浦歴史民俗資料館/広島、2021年
- 『37th Metal Works 2022』岡山県天神山文化プラザ/岡山、2022年
- 『38th Metal Works 2023』岡山県天神山文化プラザ/岡山、2023年
- 『ACTIVE IN MIRASAKA 2024』三良坂平和美術館/広島、2024年

### アートプロジェクト等
- 『India-Japan Art Symposium 彫刻滞在制作』インドラプラスタ公園/インド、2002年
- 『India-Japan Art Symposium 報告展』（刈谷市民会館/愛知/2003）
- 『かたちがかわるかたち 彫刻ワークショップ』川越市立美術館/埼玉、2006年、2008年
- 『大地の芸術祭 越後妻有アートトリエンナーレ2009』松之山 旧樋口邸/新潟、2009年
- 『広島アートプロジェクト2010（広島市吉島公民館敷地 コンテナ内/広島/2010）
- 『森林公園アートフェスタ2010』国営武蔵丘陵森林公園/ 埼玉、2010年、2011年、2012年
- 『アートアイランズTOKYO 波浮港現代美術展』伊豆大島 旧甚の丸邸/東京、2011年
- 『温泉郷クラフトシアター2014 公開制作』四万温泉郷 森のカフェKISEKI/群馬、2014年
- 『雨引の里と彫刻2015 りんりんロード』筑波鉄道 旧樺穂駅プラットホーム/茨城、2015年
- 『仮構の空間／仮像の彫刻』東京国立博物館 柳瀬荘/埼玉、2018年
- 『雨引の里と彫刻2019』旧大野美容室/茨城、2019年
- 『ART BOOK／ART GOODS 』BankART Station/横浜、2019年
- 『アートアイランズTOKYO 国際現代美術展』伊豆大島・小笠原/東京、2020年 - 2021年
- 『アートトワイライト御調』尾道柿園/広島、2021年
- 尾道市立御調西小学校卒業制作講師、尾道市立御調西小学校  図工室/広島、2021年齢
- 『雨引の里と彫刻2022』花の入公園  タイ友好交流センター/茨城、2022年
- 『アートトワイライト御調2nd』尾道柿園/広島、2022年
- 尾道市立御調西小学校 卒業制作講師、圓鍔勝三彫刻美術館 創作棟/広島、2023年
- 『アートトワイライト御調3nd』尾道柿園/広島、2023年
- 尾道市立御調西小学校 卒業制作講師、圓鍔勝三彫刻美術館 創作棟/広島、2024年
- 『アートトワイライト御調4th』尾道柿園/広島、2024年
- 尾道市立御調西小学校 卒業制作講師、圓鍔勝三彫刻美術館 創作棟/広島、2025年

## 賞歴
- 彫刻奨学金授与（公益財団法人 北野生涯教育振興会、1997年）
- 湯川制賞（日本大学大学院 芸術学研究科 造形芸術専攻、1998年）
- 新作家賞（第64回新制作展 彫刻部/東京都美術館、2000年）
- 入選（新・公募展Re−Act/広島市現代美術館、2007年）
- 作品プラン採用（大地の芸術祭 越後妻有アートトリエンナーレ2009/新潟、2009年）
- 新作家賞（第75回新制作展 彫刻部/国立新美術館、2011年）
- 会員推挙（第76回新制作展 彫刻部/国立新美術館、2012年）
- 入選（鞆、鉄のアート/福山市鞆の浦歴史民俗資料館、2021年）
- 小林和作賞（美術振興小林和作基金、2023年）

## コレクション作品
- インドラプラスタ公園（インド）
- 清瀬市郷土博物館（東京）
- 広島県立東高等学校（広島）
- さいたま市立春里中学校（埼玉）
- 藤垈の滝大窪いやしの杜公園（山梨）
- 尾道市立御調中学校（広島）
- 川越市立川越第一中学校（埼玉）
- 広島県立尾道特別支援学校（広島）
- アトリエT.HASE（広島）
- 株式会社尾道柿園（広島）
- クロスロードみつぎ（広島）
- 広島県立福山葦陽高等学校（広島）
- 備後芸術の館  来夢来人（広島）
- 尾道市立御調西小学校（広島）
- 尾道市立総合医療センター公立みつぎ総合病院（広島）

## 活動歴
- 新制作協会会員 彫刻部審査員
- 雨引の里と彫刻 実行委員
- 尾道市美術展 審査員
- 茶山ポエム絵画展 審査員